# Canadanthus
Canadanthus é um género botânico pertencente à família Asteraceae.